# 영산회상 (음악)
〈영산회상〉(靈山會相)은 주로 조선 후기에 연주하는 10여개의 곡으로 구성된 모음곡이다.

## 연혁
영산회상은 세조 때의 음악을 찬(撰)한 《대악후보(大樂後譜)》 권6에 처음으로 보이는데, 악보에 의하면 영산회상은 〈영산회상 불보살(靈山會相佛菩薩)>이란 7자(字)의 가사로 불린 짧은 노래였다. 성종 때 발간한 《악학궤범》 권5에 의하면, 처용무(處容舞)에서 〈영산회상〉이 원형으로 도는 기생과 악공(樂工)에 의하여 악(樂)에 맞추어 노래로 불렸다. 도는 것이 끝나면, 〈영산회상(令)〉이 연주되고 그에 맞추어 춤을 추었다.
그 후 이규경(李圭景, 1788년 ~ )의 《구라철사금보(歐邏銑絲琴譜)》와 서유구(徐有渠, 1764년 ~ 1845년)의 《유예지(遊藝志)》에 의하면, 〈영산회상〉은 가사를 잃고, 원곡(原曲) 다음에 중영산(中靈山)·잔영산(細靈山)·가락더리가 추가되었고, 그 후에 삼현도드리·하현(下絃)이 뒤따랐고, 그 후에 염불(念佛)·타령·군악(軍樂)이 잇따랐으며, 또 그 후에는 계면가락도드리·양청(兩淸)·우조가락도드리가 붙여져 오늘의 〈영산회상〉은 상영산에서 우조가락도드리에 이르기까지 모두 12곡으로 이루어진 모음곡으로 되었다.
상영산은 일명 본영산이라고 불리는 것같이 원곡이고, 그 다음인 중영산·잔영산·가락더리는 상영산의 템포를 전점 빨리하고 또 거문고 4괘로 타는 것을 중영산에서 가락더리까지 7패로 4도 올려 변주(變奏)한 것이다. 그 밖에 하현(下絃)도 삼현도드리를 4도 내려서 변주한 것이고, 또 양청과 우조가락도드리는 잔도드리의 변주곡이다. 영산회상 모음곡은 한국음악의 변주방법을 연주하는 데 중요한 자료이다.

## 종류
영산회상은 악기편성, 조(調)의 구성, 악곡구성에 따라 몇가지 종류가 있다. 〈현악영산회상(絃樂靈山回想)〉과 〈관악영산회상(管樂靈山會想)〉이 있고 〈평조회상(平調會相)〉이 있다. 그 밖에 비슷한 구성을 갖는 것으로 〈별곡(別曲)〉이 있다.

### 현악영산회상
현악영산회상(絃樂靈山會相)은 현악기를 중심으로 편성된 〈영산회상〉으로, 일명 〈중광지곡(重光之曲)〉, 〈거문고 회상〉, 〈줄풍류(絃風流)〉라고도 한다. 악곡구성은 상영산·중영산·세영산·가락더리·삼현환입·하현환입·염불환입·타령·군악으로 구성되었고, 음계는 황종(e flat)을 으뜸음으로 하는 우조계면조(羽調界面調)에 속한다. 악기편성은 거문고·가야금·양금·세피리·대금·단소·장구이다. 실내악으로 순음악에 쓰인다.

### 관악영산회상
관악영산회상(管樂靈山會相)은 관악기를 중심으로 편성된 〈영산회상〉으로, 일명 〈표정만방지곡(表正萬方之曲)〉이라고도 부른다. 악곡 구성은 상영산·중영산·세영산·가락덜이·삼현환입·염불환입·타령·군악으로 구성되었다. 주로 무용반주로 쓰이며, 〈현악영산회상〉에서는 현이 중심이 되므로 음량이 작은 세피리를 쓰지만 관이 중심이 되는 〈관악영산회상〉에서는 음량이 큰 향피리를 쓴다. 악기편성은 향피리·대금·해금·장구·좌고로 되었다.

### 평조회상
평조회상(平調會相)은 우조계면조인 현악 〈영산회상〉을 4도 낮게 조옮김하여 평조계면조로 된 〈영산회상〉으로, 일명 〈유초신지곡(柳初新之曲)〉, 〈취태평지곡(醉太平之曲)〉이라고도 부른다. 궁중무용인 춘앵전의 반주음악으로 쓰이고 대금 독주곡으로 많이 쓰인다. 악곡구성은 상영산·중영산·세영산·가락더리·삼현환입·염불환입·타령·군악이다. 악기편성은 거문고·가야금·해금·향피리·대금·당적·장구 등이다.

### 별곡
별곡(別曲)은 관악영산과 악곡구성이 약간 다른 모음곡으로 된 기악곡이다. 악곡구성은 밑도드리(尾還入) 〈관악영산회상〉의 삼현환입 3장 이하·하현환입·염불환입·타령·군악에 뒤풍류로 계면가락환입·양청환입·우조가락환입으로 되었다. 〈별곡〉은 일명 〈정상지곡(呈祥之曲)〉, 〈천년만세(千年萬歲)〉라고도 부른다. 악기편성은 거문고·가야금·양금·해금·세피리·대금·단소·장구이다. 〈관악영산회상〉과 같이 순음악으로 쓰인다.

## 구성 및 형식
〈영산회상〉의 첫째 곡에서 넷째 곡인 상영산·중영산·잔영산·가락더리는 본래 원곡과 변주곡들인데, 그 원곡은 4장 14장단으로 되었고, 이 곡들이 모두 초장이 3장단, 제2장이 4장단, 제3장이 4장단, 제4장이 3장단이어서 그 4곡의 비교가 가능하다.

### 상영산
상연산(上靈山)은 〈영산회상〉의 첫째곡으로 〈영산회상〉의 근원이 되는 곡이다. 즉 다음에 올 중영산·잔영산·가락더리가 이 곡에서 변주된 곡이기 때문이다.
장단은 매우 느린 10박이고 거문고 4괘로 타는 우조계면조(羽調界面調), 즉 황종(黃鍾, 내림마-e flat)이 으뜸음(宮)이 되는 라(la)선법이다. 현행 상영산은 다음과 같이 4장(章) 17장단으로 되어 있다. 초장이 제1~3장단(3장단), 2장이 제4~7장단(4장단), 3장이 제8~11장단(4장단), 4장이 제12~17장단(6장단)인데, 4장 6장단을 반으로 나누어 전반을 4장, 그리고 후반을 5장이라고 부르기도 한다.
《대악후보》에서는 〈영산회상〉이 가사 ‘영산회상 불보살’의 7자를 악보 7줄(1줄 20박)에 담고, 가사 한자 한자를 악보 한 줄에 담았는데, 현행 〈영산회상〉에서 그 없어진 가사를 다시 살린다면 가사 7자를 14장단(한 장단 20박)에 붙일 것이다. 《대악후보(大樂後譜)》에 비추어 상영산은 본래 현행 상영산의 14장단까지고, 나머지 3장단은 중영산에 속하는 것이다.

한국음악에서 변주는 곡의 첫머리부터 시작하지 않고 중간 2장부터 시작한다는 것을 《유예지》의 삼현회입(三絃回入)의 다음과 같은 주(註)에서 알 수 있다. 
삼현도드리에는 또 하나의 1장(章)이 있으니 그것을 느리게 거문고 4괘로 타는 것이다(하현을 뜻함). 그 (하현)가락은 (삼현도드리의) 2장 중간에 들어가 그 곡을 다 탄 후에는 다시 (삼현도드리의) 4장 중간으로 나온다.

 이에 의하면 상영산의 변주(變奏)의 중영산은 상영산의 초장, 첫머리가 아니고 상영산의 2장 중간부터 변주한 것임을 알 수 있다.

### 중영산
중영산(中靈山)은 〈영산회상〉의 둘째 곡이다. 상영산 4괘를 7괘로 4도 올려서 변주한 것이다. 상영산과 같이 10박 한 장단이다. 상영산보다 조금 빠르다. 현행(現行) 중영산은 다음과 같이 18장단으로 되어 있다. 초장이 제1~4장단(4장단), 2장이 제5~8장단(4장단), 3장이 제9~11장단(3장단), 4장이 제12~14장단(3장단), 5장이 제15~18장단(4장단)이다.
중영산은 상영산을 변주한 것이다. 즉, 중영산은 현행 중영산의 4장까지의 14장단이고 현행 중영산 5장은 본래 중영산에 속하지 않고 잔영산 초장이 되어야 한다. 그러나, 중영산이 현행 중영산의 초장으로 시작하느냐가 남은 문제다. 현행 중영산 초장이 상영산 초장에 해당하지 않기 때문이다. 또한, 중영산 14장단은 상영산 17장단과 비교될 수 없기 때문이다. ‘상영산’에서 밝힌 바와 같이 중영산의 본형(本形)은 현행 상영산의 5장(또는 4장의 넷째 장단)에서 시작하여 현행 중영산 3장 끝까지 14장단이다. 다시 말하면, 중영산의 본형은 본행 중영산 초장에서 4장까지가 아니고, 상영산 5장에서 중영산 3장까지이다. 그렇게 해서 얻은 중영산 14장단은 상영산 14장단과 그 길이에서 일치하고, 중영산의 초장(현행 상영산 5장)이 상영산 초장과 대조되었을 때, 그 아홉째 장단(현행 중영산 2장 둘째 장단)이 상영산 아홉째 장단의 변주임을 나타낸다. 중영산은 상영산의 2장을 처음으로 시작하여 변주함으로써 중영산이라 불리게 된 것이다.

### 세영산
세영산(細靈山)은 〈영산회상〉의 셋째 곡으로, 〈영산회상〉의 첫째 곡을 변주한 중영산을 다시 속도를 약간 빨리하여 변주한 것이다. 10박 1장단으로, 중영산보다 좀 빠르고 장단치는 법도 다르다. 현행 잔영산은 4장 14장단으로 되어 있는데, 초장이 제1~4장단(4장단), 2장이 제5~7장단(3장단), 3장이 제8~10장단(3장단), 4장이 제11~14장단(4장단)이다.
지금까지 연구된 바에 의하면, 잔영산은 원래 현행 중영산의 5장부터 현행 잔영산의 3장 끝까지 14장단이다. 실제 잔영산의 초장(현행 중영산 5장)은 현행 중영산의 초장과 일치하여, 중영산의 변주곡임을 분명히 해준다(한 장단 20박에서 10박으로 변주) 그러나, ‘중영산’에서 말한 바와 같이 본래 중영산은 현행 상영산의 5장에서부터 현행 중영산의 3장까지이기 때문에, 그 다음에 계속되는 잔영산은 현행 중영산의 5장부터 현행 잔영산의 3장까지가 아니고, 현행 중영산의 4장부터 현행 잔영산의 2장까지이다.

### 가락더리
가락더리(加樂除只)는 〈영산회상〉의 넷째 곡으로, 상영산의 변주곡인 중영산이 다시 변주된 곡이다. 장단은 10박이고 장단 치는 법은 세영산과 같으나 좀 빠르다. 현행 가락더리는 3장, 10장단으로, 초장이 제1~4장단(4장단), 2장이 제5~7장단(3장단), 3장이 제8~10장단(3장단)이다.
지금까지 연구된 바에 의하면 가락더리는 원래 현행 잔영산 4장부터 현행 가락더리 3장까지 14장단이다. 그러나 ‘잔영산’에서 말한 바와 같이 잔영산의 본형은 현행 잔영산 2장까지에서 끝나기 때문에, 잔영산에 계속하는 가락더리는 현행 잔영산의 4장부터가 아니고 현행 잔영산 3장부터, 현행 가락더리 2장까지 14장단이다.

### 삼현도드리
삼현도드리는 〈영산회상〉의 제5곡이다. 일명 〈삼현환입(三絃還入)〉·〈상현환입(上絃還入)〉이라고 한다. 〈관악영산회 상〉의 제5곡 삼현도드리는 〈함녕지곡(咸寧之曲)〉이라고도 부르고 〈아박무(牙拍舞)〉, 〈가인전목단(佳人剪牧丹)〉, 〈포구락(抛毬樂)〉 등의 무용반주음악에 많이 쓰인다.
삼현도드리 장단은 도드리장단으로 보통빠르기의 6박이다. 현행 삼현도드리는 4장 35장단이다. 초장이 제1~9장단(9장단), 2장이 제10~20장단(11장단), 3장이 제21~26장단(6장단), 4장이 제27~35장단(9장단)이다.
지금까지 연구된 바에 의하면, 현행 삼현도드리의 초장의 첫 세장단은 현행 잔영산의 4장의 첫 세장단의 변주이다. 더 자세히 말하면, 현행 삼현도드리는 그 첫머리 첫째 장단에서는 잔영산 4장에서와 같이 한 장단 10박으로 되었으나 둘째 장단 이하에서는 잔영산의 10박 한 장단을 6박 한 장단으로 변주하였다. 다시 말하면 5박 둘이 3박 둘로 변하고 5박(3박과 2박)이 3박(2박과 1박)으로 변한다. 잔영산 4장 둘째 장단의 10박이 현행 삼현도드리 초장 둘째 장단에서는 6박으로 변한다. 그러나. 현행 삼현도드리의 넷째 장단 이하의 곡이 그 이전의 세 장단의 곡같이 〈영산회상〉의 변주곡이냐, 또는 〈영산회상〉과 관계없는 다른 곡이냐가 문제다. 또, 본래의 삼현도드리가 현행 것과 같느냐도 문제다. 왜냐하면, 《구라철사금보》에 의하면 현행 삼현도드리의 첫 다섯장단을 삼현도드리 또는 환입(還入)이라고 하지 않고, 제편(除篇, 즉 가락더리)의 3편과 4편이라고 쓰고, 현행 삼현도드리의 여섯째 장단부터 4장 다섯째 장단(또는 31째 장단)까지의 26장단을 환입(還入, 즉 삼현도드리)이라고 썼으며, 현행 삼현도드리 4장 여섯째 장단 이하(32~35)를 삼현이 아니고 하현환입(下絃還入一篇)이라고 썼다. 즉, 《구라철사금보》에 의하면 삼현도드리는 현행 것의 중간, 즉 초장 여섯째 장단(6)부터 4장 다섯째 장단(31)까지의 26장단이고, 현행 것같이 35장단 전부가 아니다.

### 하현도드리
하현도드리는 〈영산회상〉의 제6곡으로 삼현도드리의 변주곡이다. 장단은 상현도드리와 같이 6박 한 장단이다. 현행 하현은 4장 26장단으로 되어 있다. 초장이 제1~7장단(7장단), 2장이 제8~14장단(7장단), 3장이 제15~17장단(3장단), 4장이 제18~26장단(9장단)이다.

### 염불
염불(念佛)은 〈영산회상〉 제7곡으로, 전반은 느린 6박으로, 후반은 빠른 6박, 즉 볶는 염불로 되어 있다. 전반은 육자염불(六字念佛)에서, 후반은 상현도드리에서 유래된 것이라 한다.
현행 염불은 4장 51장단으로 되어 있다. 초장이 제1~22장단(22장단), 2장이 제23~38장단(16장단), 3장이 제39~44장단(6장단), 4장이 제45~51장단(7장단)이다. 그러나, 《구라철사금보》에는 상영산에서 하현(下絃)까지만 있고 염불 이하는 없다또 《유예지》의 염불타령과 육자염불은 대개 현행 염불의 2장까지에 해당하고, 현행 2장에서 그친다. 그리고, 현행 염불의 3장과 4장은 현행 삼현도드리의 3장·4장과 같다. 따라서, 염불은 영산회상보다 훨씬 뒤에, 짧은 곡에서 현행 것 같은 긴 곡으로 발전한 것으로 추측된다.

### 타령
타령(打令)은 〈영산회상〉의 제8곡으로, 장단은 12/8박으로 느린 타령 장단이다. 현행 타령은 4장 32장단으로 되어 있다. 초장이 제1~8장단(8장단), 2장이 제9~21장단(13장단), 3장이 제22~27장단(6장단), 4장이 제28~32장단(5장단)이다. 초장의 4~8장단은 2장의 17~18장단과 같은 곡이고, 또 3장의 24~27장단은 4장의 29~32장단과 같은 곡이다. 따라서, 이 같은 4장의 짧은 곡이 각각 두 번 반복되는 것을 알 수 있고, 더욱이 5~6의 가락이 4장을 통하여 나오는 것이 주목된다. 현행 타령과 《유예지》의 타령의 관계가 아직 밝혀지지 않아서 타령의 변천과정을 알 수 없다.

### 군악
군악(軍樂)은 〈영산회상〉의 제9곡으로, 장단은 타령에서처럼 12/8박자 느린타령 장단으로 친다. 현행 군악은 4장 48장단으로 되어 있다. 초장이 제1~10장단(10장단), 2장이 제11~19장단(9장단), 3장이 제20~42장단(23장단), 4장이 제43~48장단(6장단)이다. 현행 군악 3장(32~41)은 ‘권마성(勸馬聲)’이라는 대목이고, 현행 군악 4장 6장단은 현행 초장의 5~10의 6장단과 똑같은데, 이 두 대목은 《유예지(遊藝志)》에 없는 것으로 미루어 보아 그 후에 추가된 것으로 보인다.

### 계면가락도드리
계면가락도드리(界面歌樂還入)는 《유예지》에 없어서 후에 된 것으로 추측된다. 현행 계면가락도드리는 모두 84장단이고 장별(章別)이 없는데, 7~28의 22장단이 63~84의 22장단과 같고, 다만 1~6의 6장단과 29~62의 34장단이 다를 뿐이다.

### 양청과 우조가락도드리
양청(兩淸)은 7장 72장단으로 되어 있다. 양청은 이어지는 ‘우조가락도드리(羽調歌樂還入)’와 함께 ‘밑도드리’의 변주곡이다. 위에서 말한 것을 종합하면, 세 곡의 관계는 이러하다. 현행 〈영산회상〉은 그 본곡(本曲) 상영산의 변주곡인 중영산·잔영산·가락더리와 상영산과 관계없는 삼현도드리와 그 변주곡인 하현과 역시 상영산과 다른 염불·타령·군악·계면가락도드리와 밑도드리의 변주곡인 양청과 우조가락도드리의 12곡으로 된 것이다. 이같이 현행 〈영산회상〉은 많은 변주의 보기를 제공하여 변주방법을 연구하는 데에 귀중한 자료이다. 이 ‘우조계면조’의 〈영산회상〉을 ‘평조계면조’ 즉 4도 아래로 조옮김(移調)한 평조회상이 또 있는데, 7거문고 7괘로 타는 중영산 이하 타령까지의 6곡은 4괘로 타는 평조회상의 6곡들과 4도 병진행(竝進行)하고, 4괘로 타는 상영산만은 3괘로 타는 평조회상의 상영산과 악기의 음역 관계 때문에 반드시 병진행만 하지는 않는다. 그리고, 타령에 계속하여 5괘로 타는 군악은 평조회상에서도 5괘로 타고, 조옮김해서 타지 않는다.